# Bjarni Thorarensen
Bjarni Vigfússon Thorarensen (1786 - 1841) foi um poeta e oficial islandês. Foi também governador da Islândia setentrional e oriental.
Bjarni nasceu em Brautarholti á Kjalarnesi mas cresceu em Hlíðarenda í Fljótshlíð, onde seu pai era magistrado. Ele mostrou suas habilidades no estudo ainda muito jovem, e com vinte anos ele terminou um curso de Direito na Universidade de Copenhaga.
Como poeta, ele foi influenciado pelo Classicismo e Romantismo. Politicamente, era aliado aos Fjölmismenn e era a favor do restabelecimento do Alþing, o parlamento islandês, no Þingvellir, onde o dito parlamente funcionava. Ele era amigo de Jónas Hallgrímsson, que influenciou seu próprio trabalho.
Devido à sua longa permanência na Dinamarca, ele tinha um sentimento bastante nostálgico em relação à sua pátria natal, a Islândia, que ele considerava o berço do heroísmo, tendo feito vários poemas em sua homenagem. Seu trabalho mais conhecido é Íslands minni, também conhecido como Eldgamla Ísafold.